# Anodendron whitmorei
Anodendron whitmorei är en oleanderväxtart som beskrevs av D.J. Middleton. Anodendron whitmorei ingår i släktet Anodendron och familjen oleanderväxter. Inga underarter finns listade i Catalogue of Life.